# マリア・アントニア・デ・ナポレス・イ・シシリア
マリア・アントニア・デ・ナポレス・イ・シシリア（スペイン語：María Antonia de Nápoles y Sicilia, 1784年12月14日 - 1806年5月21日）は、スペインのアストゥリアス公フェルナンド（のちに国王フェルナンド7世として即位）の最初の妃。名はマリア・アントニエッタ（María Antonieta）とも。イタリア語名はマリーア・アントニエッタ・ディ・ボルボーネ＝ナポリ（Maria Antonietta di Borbone-Napoli）。

## 生涯
ナポリ＝シチリア王フェルディナンド4世／3世（のちに両シチリア王フェルディナンド1世となった）と王妃マリア・カロリーナの八女として、カゼルタ宮殿で誕生した。母方の叔母であるフランス王妃マリー・アントワネットにちなんで名付けられた。知的で可愛らしい少女であったマリア・アントニアは、17歳の時には数カ国語を解したという。
スペインとの同盟関係のため、従兄に当たるアストゥリアス公フェルナンドと婚約した。同時にマリアの兄フランチェスコ（のちのフランチェスコ1世）はフェルナンドの妹マリーア・イザベッラと婚約するという二重婚約であった。
1802年10月、バルセロナでフェルナンドと結婚した。しかし、マリア・アントニアは母に宛てて夫フェルナンドの醜さ、不作法についての深い幻滅を記していた。加えて、1804年と1805年の2度マリア・アントニアは流産し、後継者を生むことができなかった。マリア・アントニアは夫の母であるマリア・ルイサ・デ・パルマに、マリア・カロリーナ同様に非常に嫌われていた。マリア・ルイサはスペイン宰相マヌエル・デ・ゴドイ（当時、マリア・ルイサの愛人と噂されていた）に宛てて、マリアを「マリア・カロリーナの唾、毒を持つマムシ」であると記した。そのうえマリア・ルイサは、マリア・アントニアの所有する本やドレスを精査し始め、一度はマリア・アントニアを驚かすために彼女をエル・エスコリアル修道院の地下室で転ばせることまでした。
このような仕打ちにもかかわらず、マリア・アントニアは怠惰な夫フェルナンドを制して、反ゴドイ（そして反マリア・ルイサ）派を作って対抗した。しかしそれは長く続かず、マリア・アントニアは結核を患って健康を悪化させ、1806年5月に急死した。マリア・アントニアはマリア・ルイサとゴドイによって毒殺されたのだという噂が立ち、母マリア・カロリーナはその噂を本当だと信じて憔悴した。